# 494
| [ Edytuj tabelę ]          |                           |
| Cesarz Bizancjum           | - 491 Anastazjusz I 518   |
| Król Franków               | - 481 Chlodwig I 511      |
| Król Kentu                 | - 488 Oisc 512            |
| Patriarcha Konstantynopola | - 489 Eufemiusz 495       |
| Władca Korei               | - 491 Munja 519           |
| Król Mercji                | - 488 Icel 501            |
| Król Munsteru              | - 493 Eochaid 523         |
| Król Ostrogotów            | - 471 Teodoryk Wielki 526 |
| Papież                     | - 492 Gelazjusz I 496     |
| Król Persji                | - 488 Kawad I 531         |
| Król Wandalów              | - 484 Guntamund 496       |
| Król Wizygotów             | - 484 Alaryk II 507       |

Rok 494 / CDXCIV
stulecia: IV wiek ~
V wiek ~
VI wiek

lata: 484 «
489 «
490 «
491 «
492 «
493 «
494
» 495
» 496
» 497
» 498
» 499
» 504

## Wydarzenia
- Europa
  - wiosną tego roku odbył się pierwszy synod rzymski